# Касона, Алехандро
Алехандро Касо́на (исп. Alejandro Casona; настоящее имя Алехандро Родри́гес А́льварес; 23 марта 1903, Кангас-дель-Нарсеа — 17 июня 1965, Мадрид) — испанский писатель, педагог, актёр, поэт и драматург, которого принято относить к поколению 1927 года.

## Биография
Алехандро Касона родился в семье учителей в селении Бесульо (исп. Besullo) муниципалитета Кангас-дель-Нарсеа провинции Астурия на севере Испании. Учился в университетах Овьедо и Мурсии (Университет Мурсии). Кроме того, в Мурсии, окончил школу декламации и сценического искусства.
В 1924 году Касона стал актёром в мадридской труппе «Писаная птица».
С 1928 года работал учителем. В 1931 году организовал в Мадриде Народный театр.
После прихода к власти в Испании генерала Франко в 1939 году Алехандро Касона эмигрировал и по 1963 год жил в Мексике и Аргентине.
Творчество Касоны отразило влияние символизма и экспрессионизма. Его комедии и драмы тесно связаны с традициями народного испанского театра.

## Произведения
- «Сирена на суше» (премьера в театре «Эспаньоль» в Мадриде в 1934 году)[1]
- «Снова дьявол» (1935)
- «Весной самоубийство запрещается» (Запрещено убивать себя весной) (1937)
- «Деревья умирают стоя» (премьера в «Народном театре» в Буэнос-Айресе 1949)
- «Семь криков в океане» (премьера в театре «Новый театр» в Буэнос-Айресе в 1949 году)
- «Дикарь»
- «Третье слово» (1953)
- «Кавалер золотых шпор» (1965)
- «Утренняя фея» (испанская народная легенда о жизни и смерти) ставилась в учебном театре ТГУ им. Г. Р. Державина. В ЦАТРА идет под названием «Та, которую не ждут»

## Известные постановки и экранизации

### Театральные постановки
Деревья умирают стоя
50-е годы. -Гродненский областной русский драматический театр. 
- Чувашский государственный академический драматический театр имени К. В. Иванова
- Тюменский драматический театр
- Национальный академический театр русской драмы имени Леси Украинки
- 1957 — постановка Мкртчяна в Армянском театре имени Сундукяна
- 1958 — постановка И. М. Туманова в Московском драматическом театре имени А. С. Пушкина; в роли Бабушки — Ф. Г. Раневская
- 1986 — постановка А. В. Бурдонского в Центральном академическом театре Российской армии; в роли Бабушки — Н. А. Сазонова
- постановка Ю. П. Киселёва в Саратовском ТЮЗе
- 2001 — Российский государственный академический театр драмы им. А.С. Пушкина (Александринский театр), режиссёр В.Голуб, в главной роли Галина Карелина
- 2006 — Красноярский драматический театр имени А. С. Пушкина, спектакль-бенефис народной артистки России Екатерины Мокиенко
- 2012 — Театр "Балтийский дом" в Санкт-Петербурге, режиссёр-постановщик Александр Белинский[4], в главной роли Татьяна Пилецкая
- 2014 — Николаевский Художественный Академический Русский Драматический Театр, режиссёр-постановщик Василий Цимбал
- 2016 — Нижнетагильский драматический театр
- 2016 — Московский областной театр драмы и комедии, г. Ногинск

Дикарь
- Архангельский театр драмы имени М. В. Ломоносова
- постановка Владимира Боголепова в Российском академическом театре драмы им. Ф. Волкова[5]
- 1982 — постановка Вячеслава Анисимова в Свердловском академическом театре драмы
- постановка в Санкт-Петербургском театре Буфф
- 2014 — Русский драматический театр «Мастеровые», режиссёр-постановщик Андрей Гаврюшкин
- 2015 — Тверской Академический Театр Драмы (Постановка А. Сафронова)

Третье слово
- 2008 — постановка Сергея Гришанина в Луганском русском драматическом театре

Утренняя фея
- 1983 — постановка Б. Львова-Анохина в Малом театре, реж. Владимир Егоров, в заглавной роли Ирина Ликсо и Наталья Вилькина, Василий Бочкарев — Мартин, Ирина Печерникова — Адела и Анжелика, Сергей Маркушев — дед, Алексей Кудинович, позже Кирилл Дёмин — парень, Людмила Пашкова — девушка
- 2010 — постановка под названием «Та, которую не ждут» А. В. Бурдонского в Центральном академическом театре Российской армии[6]
- 2015 — постановка под названием «Невеста утренней зари» О.Мосийчука в Тернопольском академическом областном драматическом театре им. Т.Г.Шевченко (г.Тернополь, Украина)
- 2017 - постановка "Легенда", мюзикл,  в Ивановском областном музыкальном театре, реж. Антон Лободаев, автор музыки Дмитрий Лазарев
- 2019 - постановка "Седьмая луна", мюзикл, реж. Е.Сафонова в Костромском государственном драматическом театре имени А. Н. Островского, автор музыки Дмитрий Лазарев
- 2024 - постановка "Легенда Астурии", мюзикл, в Академическом музыкальном театре Республики Крым , реж. Владимир Косов, композитор Д.Лазарев

Три супруги-совершенства
- 2013 — постановка Валентина Варецкого в театре «Колесо» г. Тольятти

### Экранизации
- 1977 — Деревья умирают стоя — телеспектакль Дины Луковой
- 1986 — Семь криков в океане — фильм Владимира Басова